# نهر یلو (تورنتو)
نهر یلو (به انگلیسی: Yellow Creek) یک رود در کانادا است که در کانادا واقع شده‌است.